# Atlacomulco
Atlacomulco – miasto w Meksyku, w stanie Meksyk. W 2010 roku liczyło 22 774 mieszkańców. Siedziba diecezji Atlacomulco.